# Дубовка (Зеньковский район)
Дубовка (укр. Дубівка) — село,
Зеньковский городской совет,
Зеньковский район,
Полтавская область,
Украина.
Код КОАТУУ — 5321310105. Население по переписи 2001 года составляло 121 человек.

## Географическое положение
Село Дубовка находится в 1-м км от правого берега реки Грунь,
выше по течению на расстоянии в 2 км расположено село Шенгариевка,
ниже по течению примыкает село Хмаровка,
на противоположном берегу — сёла Проценки и Дубяги.
Примыкает к селу Великая Пожарня.

## История
- В 1941 году называлось  Перелески.[2]
- Есть на карте 1869 года как хутор Паралевской[3]